# 淡路市立浦小学校
淡路市立浦小学校（あわじしりつうらしょうがっこう）は兵庫県淡路市浦にある日本の公立学校である。

## 概要
淡路市北東部、旧東浦町市街地に位置する。校地内に実習田畑があり、体験学習として米、野菜作りに取り組んでいる。

## 歴史
- 1874年 (明治7年) -  学聚小学校創立。
- 1874年 (明治7年) - 久留麻小学校と改称、陶民小学校設立。
- 1947年 (昭和22年) - 浦小学校と改称。
- 1990年 (平成2年) - 校舎改築。
- 1992年 (平成4年) - 創立100周年を祝う。
- 2005年4月1日 (平成17年) - 淡路市立浦小学校と改称。

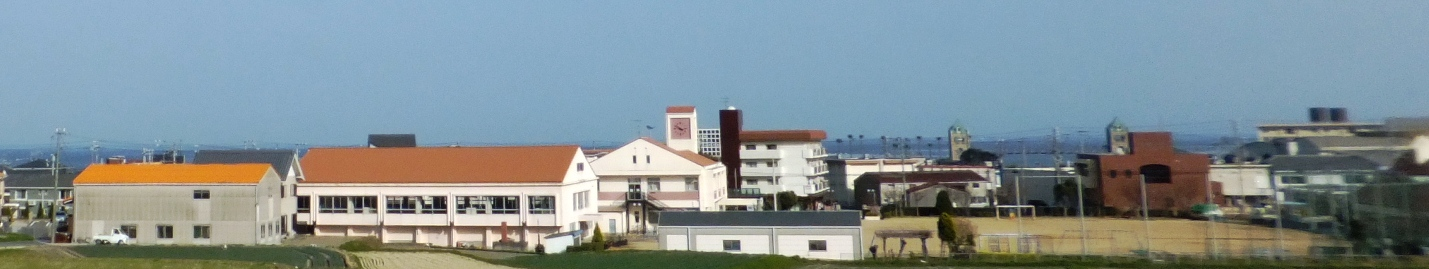
淡路市立浦小学校と旧東浦町市街地

## 通学区域
- 浦、白山、河内、中持、大磯、小磯、浜、楠本・夢舞台[2]

## 通学先中学校
- 淡路市立東浦中学校

## アクセス
- 神戸淡路鳴門自動車道　東浦ICから車で1分
- 東浦バスターミナル(あわ神あわ姫バス・高速バス)から徒歩6分

## 通学区域が隣接している学校
- 淡路市立石屋小学校
- 淡路市立北淡小学校
- 淡路市立学習小学校

## 著名な出身者
- 松下むめの - 松下電器産業（現パナソニックホールディングス）創業者、松下幸之助の妻[3]
- 井植歳男 - 三洋電機株式会社 創業者[4]